# Japetus Steenstrup
Johannes Japetus Smith Steenstrup (født 8. marts 1813 i Vang i Thy, død 20. juni 1897 i København) var en dansk naturforsker, særlig zoolog. Han var bror til forfatteren Mathias Steenstrup og far til historikeren Johannes Steenstrup.
Steenstrup levede i en tid, da forskningen var inde i en rivende udvikling, og han bidrog mangfoldigt til denne udvikling, ikke blot indenfor zoologien, men også indenfor geologien og arkæologien, hvor hans bidrag medvirkede til en bedre forståelse af udviklingsforløbet. Forskningen skulle vise, at ikke alle hans bidrag og udspil var korrekte, men de virkede gunstigt for forskningen derved, at de satte spørgsmål på den videnskabelige dagsorden, som forskningen måtte nå til entydig klarhed om for at få afgjort videnskabelige uenigheder.

## Liv og gerning
Japetus Steenstrup blev født i Vang i Thy, hvor faren, Johannes Vogelius Steenstrup (1777 – 1840), dengang var præst. Moderen var Anna Cathrine f. Carstensen (f. 1784 d. 1868). Japetus var fætter til Laura Holst og gennem hende del af den Holst-Jacobsenske familiekreds som samles i Brolæggerstræde hjemmet. 
I 1832 dimitteredes Japetus Steenstrup fra Aalborg Katedralskole, men efter at have taget Anden Eksamen (filosofikum) ved Københavns Universitet vendte han af økonomiske grunde tilbage til sit hjem og blev der i to år som lærer for sine yngre brødre. Disse år benyttede han til ved eget studium at vinde en fortrolighed med sin hjemstavns naturforhold, dens planter, dyr og forsteninger, som blev af stor betydning for hans senere forskning. For bestandig bar denne forskning præg af hans første ungdoms mangesidige beskæftigelse med naturen. Han blev naturforsker i videre forstand end nogen iblandt hans samtidige i Danmark.
I 1835 kom han atter til Københavns Universitet, af hvis lærere især Joachim Frederik Schouw, Johannes Christopher Hagemann Reinhardt og Georg Forchhammer påvirkede ham. Til de to sidstnævnte knyttedes han snart nærmere ved personligt venskab. I begyndelsen studerede han medicin, men naturhistoriske studier og selvstændige undersøgelser optog ham så meget, at medicinen helt blev opgivet. I Københavns omegn fortsatte han tidligere begyndte studier over tørvemosernes opbygning og dannelsesmåde, og da Videnskabernes Selskab i 1836 havde udsat en prisopgave om de forhold, hvorunder nåletræstammer forekommer i danske tørvemoser, indsendte han 1837 en afhandling, som vandt prisen og blev fundet værdig til optagelse i selskabets skrifter. Året efter fik han universitetets guldmedalje for besvarelsen af en opgave om Forskjellen paa Fuglenes Træk og Fiskenes Vandringer. Hans afhandling om moserne udkom først 1841, da han nemlig efter Rentekammerets foranstaltning kom til at foretage yderligere moseundersøgelser i det nordlige Jylland og fik derefter i foråret 1839 overdraget det hverv at deltage i en geognostisk-økonomisk undersøgelsesrejse til Island sammen med Jørgen Christian Schiødte og Jónas Hallgrímsson. Rejsen gik over Norge, og i efteråret 1840 vendte Steenstrup tilbage med betydelige samlinger og en rig høst af iagttagelser. En enkelt af disse, om forvandlingen hos højere krebsdyr, meddeltes i et rejsebrev til Reinhardt og offentliggjordes af ham, men mange af Steenstrups andre iagttagelser på Island så desværre ikke lyset.
Den 24. august 1841 konstitueredes Steenstrup som lektor i mineralogi og botanik ved Sorø Akademi og Skole. Kort efter ægtede han 19. oktober 1841 Ida Margrethe Kaarsberg (6. juni 1811 – 23. december 1882), datter af købmand Hans Kaarsberg i Ålborg (1757 – 1826). 
Skønt zoologien ikke hørte til de fag, som han docerede for akademiets studenter – kun skoleklasserne underviste han deri – blev det fra nu af denne videnskab, som han særlig viede sit arbejde. Som akademiets eksamensprogram for 1842 udkom hans skrift Om Forplantning og Udvikling gjennem vexlende Generationsrækker, en særegen Form for Opfostringen i de lavere Dyrklasser, et skrift, som ikke blot i Danmark vakte den største opmærksomhed, men også i udlandet gjorde hans navn kendt i vide kredse. Samme år optoges Steenstrup, endnu kun 29 år gammel, som medlem af Videnskabernes Selskab. Skønt forholdene i Sorø i mange henseender var vanskelige for videnskabelige arbejder, fortsatte han de studier, hvoraf én side havde fundet udtryk i det nævnte skrift, og snart havde han fuldført en ny afhandling: Undersøgelser over Hermafroditismens Tilværelse i Naturen. Den udkom som program 1845, noget forsinket ved, at Steenstrup i sommeren 1844 havde ledsaget kronprins Frederik på en rejse til Skotland, Færøerne og Norge. På dette tidspunkt var imidlertid Reinhardt død, og 28. november 1845 udnævntes Steenstrup til professor i zoologi ved Københavns Universitet og bestyrer af Universitetets zoologiske Museum. Han flyttede da til København og begyndte i april 1846 sin lange og betydningsfulde virksomhed ved universitetet. Der var for en mand med Steenstrups evner og virkelyst fuldt op af arbejde i alle de retninger, som stillingen medførte. Universitetsmuseet var dengang meget ufuldkomment udstyret, i visse retninger endog forsømt. Det lykkedes Steenstrup på forholdsvis kort tid at råde bod herpå. Han forstod at vække universitetsstyrelsens interesse og derved skaffe pengemidler til veje, og tillige besad han en udmærket evne til at vinde lægmænd for sin virksomhed, blandt andet flere skibsførere – navnlig Hygom og Andrea – hvis indsamlinger af oceaniske dyr i årenes løb bragte en rigdom til stede, som på den tid få andre museer kunne opvise. I flere år var han endda væsentlig ene om sin museumsgerning; først fra 1851 fik han en videnskabelig uddannet fast assistent i Christian Frederik Lütken, som fra nu af og igennem hele hans embedstid blev ham en trofast og virksom støtte.
Tidlig fik imidlertid hans museumsvirksomhed et endnu videre omfang. 1. juni 1848 blev han tillige med Forchhammer udnævnt til medlem af direktionen for Det kongelige naturhistoriske Museum, og dermed begyndte årelange forhandlinger og arbejder, hvis mål var sammensmeltningen af hovedstadens naturhistoriske museer og deres henlæggelse under universitetet. Samtidig indtrådte han i en af universitetet nedsat komité til undersøgelse af alle universitetets naturvidenskabelige anstalter og disses forhold til beslægtede samlinger i København. Efter en flerårig standsning af forhandlingerne (1852-1858) gennemførtes de zoologiske samlingers forening ved lov af 29. december 1862, hvormed Zoologisk Museum blev skabt. Ifølge loven skulle den fremtidige styrelse ske ved et museumsråd bestående af tre sideordnede afdelingsstyrere. Dette trådte i virksomhed 1864 med Steenstrup som formand, valgt af konsistorium ved Københavns Universitet. Samtidig begyndte opførelsen af den bygning i Krystalgade, som kom til at huse museet frem til 1967. På den bygnings plan og indretning han fik en væsentlig indflydelse. Det var år fulde af vanskeligheder af forskellig art, med kampe om fordelingen af den styrende magt og med bitre personlige konflikter, der udgik fra Det kongelige naturhistoriske Museum, hvor stemningen fra Jørgen Christian Schiødtes og Henrik Nikolai Krøyers side fra første færd var fjendtlig imod ham. Dertil kom de besværlige forhold, som skabtes af den stærke tilvækst i tilhørernes antal og den indskrænkede plads i den gamle kommunitetsbygning. Først 1870 var indflytningen i den nye bygning tilendebragt og den ombygning i det gamle universitetsmuseum udført, hvorved Steenstrup opnåede plads for en særlig studie- og undervisningssamling. Universitetet var nu i besiddelse af et for sin tid fortræffeligt undervisningsapparat og af et zoologisk museum, der måtte regnes blandt samtidens bedste. Det første var udelukkende Steenstrups værk, og i det sidste havde han sin meget betydelige andel.
Sin gerning som universitetslærer omfattede Steenstrup med stor interesse og ofrede den megen tid og meget arbejde. De forelæsninger, som han holdt for sin store tilhørerkreds af unge medicinstuderende, til 1856 også polyteknikere, var i høj grad prægede af eget syn og selvstændig opfattelse. Han var ganske vist ikke egentlig veltalende, for så vidt som han ikke let eller hurtig fandt ord for sin tanke, men der var over hans foredrag en egen personlig farve, en optagethed af emnet og et liv over fremstillingen, som absolut måtte fængsle tilhørerne. Ikke mindre vækkende var de øvelser, hvor han i samtale med den enkelte studerende eller for en mindre kreds – på museet eller senere i studiesamlingen – gennemgik dyreformer og præparater og søgte at åbne sine elevers øjne og forståelse. Det var denne form, han oftest gav sin vejledning af de videregående naturhistoriske studerende, i den første tid til tider også på ekskursioner til moser og lignende. Sjældnere holdt han for disse studerende egentlige forelæsninger over specielle emner, og da helst over sådanne, hvor han ved egne studier havde fremmet forskningen. At hans talrige elever påskønnede hans sjældne lærerdygtighed og mindedes hans undervisning med tak fik udtryk ved forskellige lejligheder, blandt andet ved den adresse fra danske læger, som overraktes ham på hans 80 års fødselsdag, og ikke mindst ved stiftelsen af Japetus Steenstrups Legat (1870) til fremme af videnskabelige studier i de retninger, som han med forkærlighed havde dyrket.
Universitetet – hvor han 1862 valgtes til medlem af konsistorium – var imidlertid ikke ene om at lægge beslag på hans tid og kræfter. I Videnskabernes Selskab var han et overmåde virksomt medlem, benyttet i talrige komiteer og udvalg. 1866 blev han efter Forchhammers død sekretær, men nedlagde denne post 1878. Senere, ved Madvigs død, valgtes han til præsident, men modtog ikke valget. I 1876 indtrådte han i bestyrelsen af det nyoprettede Carlsbergfondet, med hvis stifter, brygger J. C. Jacobsen, han stod i nær forbindelse gennem sin kusine Laura Holst, og indtil sin død bevarede han sit sæde og sin indflydelse i denne bestyrelse. I Dansk Naturhistorisk Forening var han ikke blot formand 1849-1885, men var i denne lange årrække sjælen i foreningens videnskabelige liv. Han deltog i de Skandinaviske Naturforskermøder 1842-1873, undertiden som medlem af bestyrelsen, altid som fremtrædende bidragyder ved forhandlingerne. Desuden deltog han i flere af udlandets forsamlinger af naturforskere og arkæologer, ligesom han jævnlig foretog rejser i udlandet, blandt andet 1859, da han i længere tid opholdt sig i Sydfrankrig, ved Nice og Adriaterhavet for at studere hule- og breccierdannelser.
Island, for hvis natur og folk han fra sin ungdom bevarede en levende interesse, besøgte han for anden gang 1874, da han efter indbydelse af kongen deltog i tusindårsfesten og som Københavns Universitets repræsentant overbragte en adresse til det islandske folk. For sine undersøgelser færdedes han jævnlig i hjemlandets forskellige egne: ved tørvemoser, lergrave og teglværker, køkkenmøddinger og så videre, og han vedblev dermed selv i sin høje alderdom, til trods for at han ved et fald i vinteren 1878 var blevet halt, så han måtte gå med to stokke.
På videnskabelig anerkendelse modtog han i tidens løb mange beviser. Han optoges som medlem af mangfoldige lærde selskaber og akademier, og ved Lunds Universitets jubelfest 1868 blev han æresdoktor i filosofi og medicin. Også andre udmærkelser blev ham til del. 1867 blev han etatsråd (en titel, som han dog nødig hørte de studerende anvende), 1871 Kommandør og 1884 Storkors af Dannebrog, af udenlandske ordener modtog han blandt andet l'Ordre pour le Mérite for videnskabelig fortjeneste.
1868 valgtes han til universitetets rektor, men modtog ikke valget.
I 1883 søgte og fik han fritagelse for en del af sin lærervirksomhed for at vinde tid til videnskabelige arbejder, men allerede næste år søgte han sin afsked, der blev bevilget 12. december 1884 fra 1. april 1885. Efter sin fratrædelse fortsatte han sit videnskabelige arbejde. Forbavsende længe bevarede han sin arbejdskraft, så at han endnu fik fuldført en række afhandlinger. Han færdedes endnu ofte ude ved omegnens moser og foretog endog et par længere rejser, 1888 til Mährens knoglemarker. Fuldkommen åndsfrisk og stadig videnskabelig optaget havde han fejret sin 84 års fødselsdag, da en pludselig sygdom på ganske få dage gjorde ende på hans virksomme liv, 20. juni 1897. En buste af ham, tilvejebragt af videnskabsmænd og venner, rejstes på Frue Plads året efter hans død.

## Steenstrups bidrag til zoologien
Steenstrup var en åndfuld og betydelig personlighed med stærkt udpræget selvstændighed, livfuld af væsen og fængslende i samtale, en af dem, der "gjorde uventede Spørgsmaal og gav uventede Svar". Som videnskabsmand var han en af de få, der kunne forbinde naturforskerens blik for form og detaljer med den kombinationsevne og fantasi, der kan finde det centrale og væsentlige i fænomenerne. Men han forstod ikke altid at beherske sin fantasi ved den nøgterne prøvelse, som må kræves særlig af naturforskeren, til trods for den kritiske sans som var han besad og i høj grad anvendte over for andre. Hans kundskabsfylde, der støttedes af en udmærket hukommelse, var ualmindelig og øgedes ved utrættelige studier, også i litteraturen. Hans interesse blev hurtig vakt og kunne da undertiden optages af problemer, som ikke alle ville indrømme den betydning, som han tillagde dem. Værdifuldere opgaver, hvor han havde øjnet løsningen, kunne derved blive trængt til side. Mange påbegyndte videnskabelige arbejder blev også udsat på grund af hans mange aktiviteter og nåede aldrig at blive genoptaget til endelig behandling. Derfor ville hans offentliggjorte skrifter aldrig stå som et fuldgyldigt udtryk for hans forsknings omfang og virkelige betydning.
Ingen anden dansk naturforsker i det 19. århundrede har spændt over så vidt et område. I sin ungdom dyrkede han temmelig ligeligt naturhistoriens tre grene, snart kom dertil arkæologi og senere historiske emner, som dog altid havde en vis forbindelse med naturvidenskaberne. Botanikken trængtes imidlertid tidlig af zoologi og geologi fra den væsentlige plads, som den indtog i hans første studier over tørvemoserne og på Island. Senere spor findes i bidrag til Flora Danica (1849-52) og i de anskuelser om individualitet og formering i planteriget, som fremsattes i afhandlingerne om generationsvekslen og hermafroditismen. Sin fremskudte plads som zoolog vandt han ved det førstnævnte af disse skrifter, hvori han viste, at forplantningen i mange lavere dyreklasser antager den form, at der af den kønnede generation frembringes en eller flere – undertiden mange – "opammende" generationer, af hvilke den sidste atter frembringer den kønnede, den samme form, som han i planteriget så som den almindelig fremherskende. Johann Friedrich von Eschscholtz og Adelbert von Chamisso havde vel iagttaget den cykliske forplantning hos salperne, og Chamisso havde i 1819 betegnet den som en alternatio generationum, men forholdet stod isoleret og derfor gådefuldt og betvivlet, indtil Steenstrup nu, byggende på andres iagttagelser, stadfæstede og udvidede ved hans egne, ved skarpsindig kombination sammenkædede de forskellige led til et hele på en sådan måde, at dette skrift ikke blot straks grundlagde hans ry i udlandet, men ofte siden af betydelige forskere nævnes som et værk, der bragte lys på mange punkter.
Stor direkte betydning fik dette arbejde for studiet af snylteormenes livsforhold. Allerede umiddelbart efter dets fremkomst udtalte en af mestrene på dette område, Carl T. von Siebold, at det ville være skelsættende i helminthologien. I ikternes indviklede forplantningshistorie fandt Steenstrup tråden og angav vejen, som den fremtidige forskning fulgte, ligesom også hans opfattelse af bændelormene som kolonivæsener senere blev den almindelige. At i øvrigt adskillige enkeltheder var urigtige, og at ugrundede formodninger pletter skriftet, kan ikke nægtes. Dette gælder også Steenstrups andet program fra Sorø, om hermafroditismen, og føles her så meget mere, som dette værk i sit hovedresultat må betegnes som forfejlet. Hans forkasten af al tvekønnethed i naturen som utilstrækkelig begrundet har hverken samtiden eller eftertiden villet godkende, men vel indrømmet, at videnskaben fremmedes ved dette arbejdes kritiske udrensning af falske hermafroditer og dets åndfulde belysning af mange sider af forplantningsvirksomheden.
Efter sin ansættelse ved Københavns Universitet kom Steenstrup som museumsbestyrer til at arbejde med et meget forskelligartet materiale. Det afspejler sig i hans zoologiske produktion, der omfatter emner fra de fleste af dyrerigets hovedgrupper. Mange af disse bidrag er korte meddelelser, flere kun publicerede som uddrag, nogle kendes nærmere gennem hans forelæsninger, enkelte endda kun gennem andre forfattere, som han havde meddelt sine resultater. Adskillige af dem vidner om hans blik for morfologiske ejendommeligheder, om hans evne til at tyde vanskelige former eller afvigende bygningsforhold (for eksempel om anomia, cyathidium, pegasus, gællegitteret hos brugden, skæltændernes skifte hos bruskfisk, sugeskiven hos echeneis) eller om hans sans for biologiske forhold og tillempninger (om flere ikter og deres livsforhold, Fasciola intestinalis (Ligula intestinalis?)), andre om hans stadige opmærksomhed for ejendommelige forplantningsforhold i tilknytning til hans tidligere studier.
I flere af hans systematiske eller beskrivende bidrag er det disse sider, som øjensynlig fra første færd har fremkaldt undersøgelsen, og som give beskrivelsen dens egentlige værd (for eksempel om Rhizochilus og Magilus, Xenobalanus, Sphenopus, Philichthys, om slimålens æg, om flynderslægten Zeugopterus). Nogle af hans større bidrag fremkom som fællesarbejder med Lütken (om det åbne havs Snyltekrebs og Lernæer, om klumpfisk og deres ungdomsformer). Inden for de lavere dyr kom han tidlig ind på studiet af blæksprutternes klasse, som han siden – om end med afbrydelser – vedblivende dyrkede. I alt, hvad denne klasse angik, ansås han for en autoritet, og museets samling af disse former blev ved hans bestræbelser en af de første. Fra 1847-1887 skrev han en række afhandlinger, som havde stor betydning for klassens systematik. Særlig interesse har hans påvisning i 1856 af, at en bestemt arm hos alle blæksprutters hanner er omdannet til parringsorgan, og at den indtil da som ganske isoleret fænomen opfattede hektokotyldannelse kun er en ekstrem udvikling af et forhold, som gælder den hele klasse. En videre belysning af disse og andre dermed forbundne forhold gav han i senere arbejder (Om Hemisepius, 1875, og flere andre), men meget af hans undersøgelser over denne klasse blev desværre ikke offentliggjort, om end endnu et par bidrag blev udgivet efter hans død.
Flere bidrag, foruden de ovenfor nævnte, angår fiskenes klasse. Særlig opmærksomhed vakte hans afhandlinger om skævheden hos flynderne (1863, 1876). Hos nogle oceaniske småflyndere fandt han, at den ene sides øje med sin øvre kant sænker sig ind i hovedets væv og ved en fortsat drejning om sin akse kommer frem på den modsatte side, så dyret "skeler sig til flynder". Denne iagttagelse søgte han at give almen gyldighed for alle flynderformer. Rigtigheden af dette sidste blev med grund bekæmpet fra forskellig side; endog den iagttagelse, han tog til udgangspunkt, blev af nogle erklæret for naturstridig og derfor umulig. Senere iagttagelser har imidlertid vist, at en flytning af det ene øje gennem hovedets væv utvivlsomt finder sted hos nogle former, men, som det synes, et mindretal (i Danmark kun hos en enkelt slægt).
Til paddernes naturhistorie har Steenstrup navnlig bidraget ved meddelelser om danske formers livsforhold og artsforskelligheder; at både arts- og kønsforskel blandt andet også er udtalte i skelettet, var han den første til at påvise i 1846. Blandt hans talrige afhandlinger om højere hvirveldyr indtages den vigtigste plads af dem, der omhandler Danmarks forhistoriske dyreverden. På dette område har Steenstrup den store fortjeneste i alt væsentligt at have skabt den grundvold, som eftertiden har bygget på. Hans undersøgelser af tørvemoserne havde fra første færd ganske naturlig henledt hans opmærksomhed på deres indhold af dyrelevninger og kulturprodukter og på spørgsmålet om disses samtidighed indbyrdes og med de forskellige vegetationsperioder, som han havde påvist. I 1848 åbnedes der en ny kilde for disse studier med undersøgelsen af de skaldynger, som var fundet flere steder i Danmark. Efter Steenstrups tilskyndelse nedsatte Videnskabernes Selskab en komité bestående af Forchhammer, Steenstrup og Jens Jacob Asmussen Worsaae.
De resultater, som efterhånden vandtes fra 1851, da den rette forståelse af skaldyngerne som menneskeværk, som køkkenmøddinger, var klarlagt, fik den største betydning for udviklingen af den arkæologiske forskning overalt i verden. Med rette vandt Steenstrup en stor del af æren for dette ved sin behandling af den zoologiske side af emnet. Han indskrænkede sig ikke til bestemmelsen af dyrelevningernes talløse "brudstykker og brokker" – en opgave, som dengang var vanskelig nok, da Steenstrup for en stor del først måtte skabe et sammenligningsmateriale. Med stor skarpsindighed tydede han mærker, som knogleresterne bar, og den regelmæssige mangel af bestemte skeletdele som vidnesbyrd om hundens færd som husdyr hos dyngedannerne. I sangsvanens talrige levninger, i hjortetakkernes forskellige udviklingsgrader, i skeletdeles og tænders forskellige alderstrin hos de fundne levninger af vildsvin og hjortekalve fandt han beviser for befolkningens ophold på stedet i årets forskellige måneder.
Hånd i hånd med disse undersøgelser gik fremdeles mosernes. Udbyttet af begge var ikke blot, at han efterhånden kunne vise, at en hel række karakteristiske dyr som ren, elg, urokse, bison, bæver, los, vildkat, bjørn, tjur, gejrfugl og moseskildpadde var forsvunden i forhistorisk tid, men at de allerfleste af disse havde levet i stenalderen, og at denne nåede tilbage i en tid, hvor fyrren endnu fandtes i Danmarks skove. En række meddelelser og afhandlinger fra 1848-1879 indeholder de enkelte fund og viser de successive fremskridt i Steenstrups resultater. En mere samlet fremstilling gav han i populær form i skriftet Et Blik paa Natur- og Oldforskningens Forstudier til Besvarelse af Spørgsmaalet om Menneskeslægtens tidligste Optræden i Evropa (universitetsprogram 1862) og i Tørvemosernes Bidrag til Kundskab om Landets forhistoriske Kultur og Natur (foredrag ved landmandsforsamlingen i København 1869). Også nogle af udlandets forhistoriske knogleaflejringer gjorde Steenstrup til genstand for eget studium, og i flere skrifter kritiserede han slutninger, som andre forskere havde ment at kunne drage, og polemiserede blandt andet mod den almindelig antagne samtidighed af mammuten og mennesket (Om formentlige Resultater af franske Hulefund, 1866; Mammuthjægerstationen ved Pfedmost, 1888). I en afhandling Om de Mærker, som Knogler i Fuglenes ophulkede Foderboller bære af Opholdet i Fuglenes Maver fra 1872 fremhæver han nødvendigheden af at være opmærksom på, at skeletlevninger kunne frembyde alle slags mærker – af vejrsmuldring såvel som af behandling – og på vigtigheden af at skelne mellem disse for at fastslå, om rovdyr, rovfugle, ennesker eller andre faktorer har været årsagen til de knoglesammenhobninger, som findes i huler og klippespalter, i mindre målestok også som udfyldninger af gange i danske sand- og grusgrave.
Endelig står i nær forbindelse med hele denne række undersøgelser hans Bidrag til Gejrfuglens Naturhistorie (1857), hvori han blandt andet. fastslår, at denne nu udryddede fugl aldrig har været en arktisk form, som man almindelig antog, men havde sit rette hjem ved Atlanterhavets nordlige kyster. Den historiske undersøgelse, som her spiller hovedrollen, er også i mange af Steenstrups andre arbejder et fremtrædende element, blandt andet i hans interessante populære afhandling fra 1855 om "sømunken", den i Christian 3.s tid (1546) fangede havmand, som han afslørede som en strandet kæmpeblæksprutte. Den livfuldhed, som prægede Steenstrups person, træder også ofte frem i hans skrifter. Mange af disse fængsler ved hans egne særegne behandling af stoffet, mange desuden fordi de så stærkt bærer stempel af den selvstændighed, hvormed han fulgte sine egne baner og undlod at træde pecorum modo qvo itur – hvad han dog ofte måtte høre ilde for og undertiden ganske vist med grund.

## Steenstrups bidrag til geologien
På titelbladet til det arbejde, der frem for alle Steenstrups øvrige har haft betydning for geologien, nemlig Geognostisk-geologisk Undersøgelse af Skovmoserne Vidnesdam og Lillemose fra 1841, betegner han sig som "naturforsker", og en mere træffende betegnelse kunde Steenstrup vanskelig have givet sig selv, på ethvert punkt forskende bevæger han sig heri såvel på geologiens som på botanikkens og zoologiens områder og når herved til at yde et arbejde, der for forstaaelsen af danske mosers opbygning og svundne tiders klimaer har haft grundlæggende betydning og aldrig vil tabe sit værd.
Da Videnskabernes Selskab i 1836 udstedte sin prisopgave, der fremkaldte ovennævnte besvarelse, var kendskabet til danske moser kun ringe. De opfattedes hyppigst som uordnede, ved vand frembragte sammenskylninger. Steenstrup påviste nu ikke blot, at den flora, hvoraf moserne er dannede, har vokset der på stedet, men tillige, at moserne i de forskellige dybder er sammensat af forskellige træsorter, der lidt efter lidt har afløst hverandre som fremherskende skovbestand. Grunden til denne vekslen så Steenstrup klart skyldtes forandringer i eksistensbetingelserne, og af de forskellige plantesamfund og de dyrelevninger, der forekom sammen med dem, drog han da den slutning, at klimaet i forhistorisk tid lidt efter lidt havde bedret sig fra koldt og fugtigt til nutidens klima, idet det golde land først har klædt sig i bævreasp, senere i fyrreskov, der atter har måttet vige for egens og senere bøgens herredømme. Det geniale arbejde, der i hovedtrækkene holder, nåede først i trykken i 1841. Det rige materiale af planteforsteninger fra Surtarbranden, der skaffedes til veje ved Steenstrup og J. C. Schyttes Islandsrejse (1839-40), er bearbejdet af Oswald Heer (i Flora fossilis arctica), men desværre er der aldrig fra Steenstrups hånd udkommet nogen beretning om rejsen. I end højere grad må det beklages, at en af Forchhammer og Steenstrup påbegyndt beskrivelse af de danske forsteninger, Gæa Danica, ej heller så dagens lys; tre af tavlerne foreligger i prøvetryk (arkivet for Mineralogisk Museum, det nuværende Geologisk Museum), men hermed standsedes arbejdet, uvist af hvilken grund.
I den følgende årrække var Steenstrup, fraset enkelte mindre geologiske arbejder samt undersøgelser i geologisk-arkæologisk retning, hovedsagelig optaget af arbejder af anden art. Da Alfred Gabriel Nathorst imidlertid 1870 fandt arktiske planter i ferskvandsler i Skåne, vaktes Steenstrups interesse naturligvis stærkt, og på hans opfordring kom Nathorst derfor det følgende år til Danmark, hvor han i en mose ved Gentofte først fandt den arktiske vegetation på dansk grund. Steenstrup forfulgte nu sagen videre og konstaterede dels selv, dels ved Emil Christian Hansens hjælp arktisk flora under en stor del af de nordsjællandske moser og andre steder, hvorved der nåedes en stor supplering af materialet fra Vidnesdam, og at dets tilslutning til tiden umiddelbart efter istiden blev fastslået. Da Vidnesdam-arbejdet blev til, savnedes dette mellemled ikke, fordi man dengang endnu ikke havde fuld klarhed over istidens eksistens. Steenstrup antydede vel muligheden, men troede næppe endnu selv derpå. Også opad mod nutiden gav disse fornyede undersøgelser tilslutning, idet Hansen i en enkelt mose fandt bøg, hvad Steenstrup dog en Tid ikke ville anerkende rigtigheden af.
Efter denne tid foreligger der vel fra Steenstrups hånd enkelte mindre arbejder af geologisk indhold, ligesom han tog stærk del i Johannes Fr. Johnstrups undersøgelser over Cyprina- og Yoldia-leret, men offentlig greb han nu kun sjældent ind i den danske geologi. Derfor tabte han den dog ikke af syne. Gennem Johnstrup, der tidligt havde været nøje knyttet til ham, havde han stedse stærk føling med den, selv om den ikke altid vandt hans bifald. Over for de nyere teorier om gentagne istider stod han således meget skeptisk, hvad der endnu i hans sidste levetid fremkaldte et lille arbejde fra hans hånd: Til "Istidens" Gang i Norden, navnlig dens Udgang og Forsvinden, et Indlæg fra Danmarks Side. Afhandlingen forelagdes i Videnskabernes Selskab 1892, men udkom dog først 1896.

## Steenstrups bidrag til arkæologien
Ved sine studier over naturforholdene i Danmark i ældre og ældste tider førtes Steenstrup med nødvendighed ind på oldforskningens område. Med erkendelsen af, at de forskellige skovvegetationer danner en kronologisk række, måtte spørgsmålet om menneskets samtidighed påtrænge sig ham, og derfor spejdede han efter enhver ting, der måtte kunne give oplysning i så henseende. Et holdepunkt gav forekomsten i skovmoserne af træer, der var fældede ved ild. Deraf fremgik, at mennesket havde levet i Danmark allerede i fyrreperioden. Hans opmærksomhed gjaldt lige så vel de oldsager, der fandtes i de forskellige lag af moserne, som de der forekommende dyreknogler, og kritisk studerede han deres aflejring.
Køkkenmøddingernes opdagelse åbnede imidlertid et langt videre felt for zoologisk-arkæologiske undersøgelser, der i fuldt mål lagde beslag både på hans kritiske forskerøje og på hans vældige arbejdskraft. 1837 havde han et par steder ved Mariager Fjord fundet oldsager (flintflækker) i lag af østers- og andre strandskaller, der efter Forchhammers tydning dengang antoges for gamle hævede havstokke. Senere, i 1840'erne, under feriebesøg i Græse Præstegård, havde han atter iagttaget lignende forhold ved Roskilde Fjord i nærheden af Frederikssund, ved Bi-lidt og Havelse Mølle, og her som der overbevist sig om, at oldsagerne var aflejrede samtidig med skallerne, og at lagene følgelig måtte være dannede i stenalderen. Ved at forfølge sådanne lags udbredelse ville man altså få et ret tydeligt omrids af landets kyster på de tider. Efter andragende af Forchhammer og Steenstrup vedtog Videnskabernes Selskab så 1848 at lade foretage en planmæssig geologisk-arkæologisk undersøgelse af egnen ved Lejre og de tilgrænsende dele af Issefjordens kyster, og de to nævnte sammentrådte med Worsaae, som ikke var medlem af Videnskabernes Selskabet, i en komité.
Mens undersøgelserne ved Lejre kun gav ringe udbytte for arkæologien, forandredes forholdet, da komiteen 1850 henlagde sin virksomhed til omegnen af Frederikssund. Det viste sig, at skaldyngerne ved Bi-lidt og Havelse Mølle ikke kunne være dannede af havet, men måtte
være ophobede af mennesker: Skallerne var alle åbnede og henkastede bunkevis uden spor af lagdeling. Mellem dem fandtes aske, kulstykker, ildskørnede sten, undertiden som små brolægninger. Endnu hyppigere forekom tilhuggede flintredskaber, nu og da også potteskår og endelig masser af ben af fisk, fugle og pattedyr, de sidstnævnte planmæssig ituslåede, for så vidt de havde indeholdt marv. Dyngerne måtte derefter anses for affald fra stenaldersfolkenes måltider, og dette resultat bekræftedes i et og alt ved den udgravning, Worsaae samme efterår foretog i den store affaldsdynge ved Mejlgård. Dermed var opdagelsen af køkkenmøddingerne gjort. Fortsatte undersøgelser viste, at de fandtes på mange andre steder ved Danmarks kyster, og gav yderligere oplysninger om de vilkår, hvorunder fortidens mennesker havde levet, som fiskere og jægere og uden andre husdyr end hunden.
Ligesom Steenstrup var sjælen i det hele foretagende, bar han også den største del af arbejdsbyrden, og når professor Sven Nilsson, vistnok dengang den, der bedst forstod at bedømme disse arbejder, som han fulgte med største interesse, udtalte: "Steenstrup har nära nog, om ej helt och hållet, ensam förtjensten af Kökkenmöddingernes undersökning i detta (zoologisk-antikvarisk) hänseende; också kunde de aldrig hafva fått någon bättre tolk", var dette samtidens enstemmige mening.
Efter at komiteen havde endt sit hverv, vendte Steenstrup atter og atter tilbage til disse undersøgelser med usvækket interesse. Hans studier over køkkenmøddingerne og moserne supplerede jo indtil en vis grad hinanden, og kun tre år før sin død foretog han endnu en større udgravning i de rester af køkkenmøddingen ved Sølager, som forevisningen for deltagerne i den arkæologiske kongres i København 1869 havde levnet. Med forbavsende udholdenhed fulgte han arbejdet, der strakte sig over flere dage, og af det materiale, han indsamlede til nærmere undersøgelse, var det klart nok, at der endnu var spørgsmål, som han ønskede at afklare.
De hertil hørende arbejder er: Undersøgelser i geologisk-antikvarisk Retning (1848-55), Et Blik paa Natur- og Oldforskningens Forstudier til Besvarelse af Spørgsmaalet om Menneskets tidligste Optræden i Evropa (1862), Tørvemosernes Bidrag til Kundskab om Landets forhistoriske Kultur (1869; 2. Oplag 1888), Køkkenmøddinger, eine gedrängte Darstellung dieser Monumente sehr alter Kulturstadien (1886) samt en række afhandlinger i Videnskabernes Selskabs oversigter.
I 1859 fremkom Worsaae med sin hypotese om stenalderens deling, hvorefter stenalderen i Danmark skal tilhøre to forskellige kulturtrin, det ældste repræsenteret af køkkenmøddingerne og kystfundene med deres råt forarbejdede redskaber og våben, det andet og langt senere kendt fra gravene og karakteriseret ved de smukke og udmærket forarbejdede oldsager, disse gemmer. I opposition til denne tydning hævdede Steenstrup (Oversigt over Videnskabernes Selskabs Forhandlinger 1859-62), at betingelserne for en sådan sondring mellem de to fundgrupper manglede, da de sager, der sammenlignedes med hinanden, havde været anvendt til helt forskelligt brug og gav oplysning om to sider af samme kultur. Til støtte for sin opfattelse henviste han til sine iagttagelser over måden, hvorpå de pågældende redskaber var tilhuggede, og de mærker, der stammede fra deres brug. Helt bortset fra hovedspørgsmålets vigtighed fik diskussionen en ikke ringe betydning, for i det mindste for de yngre arkæologers vedkommende førte den til en langt mere indgående og rationel betragtning af flintsagerne end tidligere, og i de følgende 10-12 år blev disse studier drevet med særlig interesse.
Undersøgelsen af køkkenmøddingerne blev således på forskellig måde befrugtende for den nordiske oldforskning, gav den liv og førte den ind på nye spor. Men de ved den vundne resultater og den metode, hvorved disse var vundne, havde tillige deres store betydning for de undersøgelser til oplysning om menneskets samtidighed med den kvartære tids uddøde dyr, der tog deres begyndelse i Frankrig og England i slutningen af 1850'erne, ligesom disse atter utvivlsomt bidrog til at modne Worsaaes tanke om en ældre og yngre stenalder for Nordens vedkommende. Disse undersøgelser fulgte Steenstrup med levende interesse ("Meddelelser om de franske Knokkelhuler", 1866; "Mammuthjægerstationen ved Predmost", 1888), gjorde rejser for selv at se forholdene på fundstederne, gav møde ved de internationale kongresser, deltog i diskussionen om de pågældende spørgsmål og hørtes altid med stor opmærksomhed.
"Det var ham", skrev Rudolf Virchow ved hans død, "der indførte naturvidenskabens strengere metode i diskussionen ved disse møder. Overalt, hvor det gjaldt om at bestemme de ældste spor af menneskelig virksomhed, var han til stede med sin hjælp, og således drog han endnu som en meget gammel mand ned til Mähren for at prøve, hvor vidt dets mammutjægere også virkelig var ægte. Og så blev han aldrig træt af at yde enhver alvorlig forsker på dette område oplysning, belæring og materiale til egne undersøgelser."
Denne side af Steenstrups virksomhed kan ikke fremhæves nok. Den afslører et af de smukkeste træk i hans personlighed, et træk, der karakteriserer både mennesket og videnskabsmanden. Og en fortrinlig læremester var han, hvad enten han "demonstrerede" for fremmede videnskabsmænd på museet i det "historisk navnkundige nr. 16", som Jean Louis Armand de Quatrefages de Bréau benævnte det, eller han talte for en forsamling af danske landmænd. For denne redebonne hjælp og belæring har han i levende live hørt ros og tak fra mange sider og på forskellige mål, men vist næppe smukkere, end den lyder på dansk fra den norske oldforsker Ingvald Undsets læber: "Til mine kjæreste Erindringer fra hint Studieaar hører Erindringen om den udmærkede Velvilje, hvormed Professor Steenstrup modtog og interesserede sig for den unge norske Student. Han tog mig med paa Udflugter til sjællandske Moser, viste mig de dertil hørende Samlinger paa Musæet og ofrede Timer paa at lære mig at forstaa Flintredskabernes Tildannelse og de Spor af Gnid og Slid af deres Skaftning og Brug, som en skarp Undersøgelse kan iagttage paa dem. Jeg føler mig at have lært mere hos ham end hos nogen anden med Hensyn til Stenalderens Liv og Stenredskaber og der at have faaet mit Øje udviklet og skærpet til indgaaende Iagttagelser" (Naturen 1886).
I sine sidste leveår var Steenstrup optaget af studier over de figurlige fremstillinger, der findes på helleristningerne, guldbrakteaterne og Gundestrupkarret ("Yak-Lungta-Brakteaterne", 1893; "Det store Sølvfund ved Gundestrup", 1895). Helleristningerne studerede han efter originalerne på klipperne i Bohuslän og kom ved disse undersøgelser til den erkendelse, at de pågjældende fremstillinger bestemt tydede på, at Skandinavien under bronzealderen og den ældre jernalder har stået i kulturforbindelse med Mellemasien. Enhver må beundre den energi, hvormed den 80-årige olding gav sig i lag med så stort et arbejde, hvor hvert skridt fremad også førte dybere og dybere ind i studiet af en overvældende stor litteratur. Dette skræmmte ham imidlertid ikke, end ikke da kræfterne svigtede. Endnu da han lå på sit korte sygeleje, talte han med iver om arbejdet, der ventede på ham.